# 约翰·斯科特·霍尔丹
约翰·斯科特·霍尔丹（英語：John Scott Haldane，/ˈhɔːldeɪn/，1860年5月2日—1936年3月14-15日）是一位苏格兰生理学家，1897年当选皇家学会会士，以勇敢的自我实验而闻名，发现人体的许多气体极限。